# Martin Zlomislić
Martin Zlomislić (Posušje, 16. kolovoza 1998.) bosanskohercegovački je nogometaš i reprezentativac koji igra na poziciji vratara. Trenutačno igra za Rijeku.

## Klupska karijera

### Široki Brijeg
Zlomislić je počeo igrati nogomet u Širokom Brijegu. Pozvan je u prvu momčad u lipnju 2017., ali je upisao debi 13. svibnja 2018., u ligaškoj pobjedi od 3:1 protiv Željezničara. Zlomislić je  postao redoviti prvotimac u  sezoni 2019./20., nastupivši u 18 od 23 utakmice Širokog Brijega u prvom dijelu sezone.
Sezonu bosanskohercegovačke Premijer lige 2020./21. započeo je pobjedom od 1:0 protiv Tuzla Cityja 2. kolovoza 2020.

## Reprezentativna karijera
Zlomislić je igrao za selekcije Bosne i Hercegovine do 19 i 21 godine. Upisao je 1 nastup za reprezentaciju do 19 godina i 2 nastupa za reprezentaciju do 21 godine.
Prvu utakmicu za seniorsku reprezentaciju odigrao je u utakmici UEFA Lige nacija 2024./25. protiv Nizozemske 19. studenoga 2024. godine. Utakmica je završila rezultatom 1:1.

## Vanjske poveznice
- Profil, Transfermarkt